# Análisis PEST
El análisis PEST identifica los factores del entorno general que afectan a las empresas. Este análisis se realiza antes de llevar a cabo el DAFO o Foda (Fortalezas, Oportunidades, Debilidades y Amenazas), que presenta la empresa en el marco de la planificación estratégica. Pest es un acrónimo de "Político, Económico, Social y Tecnológico". También se usa las variantes PESTEL o PESTLE, incluyendo los aspectos Legales y Ecológicos. Algunos analistas agregan solo el factor legal y reordenan el acrónimo a SLEPT. El modelo también puede expandirse a STEEPLE y STEEPLED, añadiendo factores Éticos y Demográficos

## Elementos del modelo
Se trata de una herramienta estratégica útil para comprender los ciclos de un mercado, la posición de una empresa o la dirección operativa. Analiza principalmente factores relevantes del macro-entorno.
Los factores se clasifican en cuatro bloques:
PolíticoFactores relacionados con la regulación legislativa de un gobierno. Se refiere al grado de intervención por parte del gobierno en la economía. Ejemplo: Legislación antimonopólico, Leyes de protección del medio ambiente y la salud, Políticas impositivas, Regulación del comercio exterior, Regulación sobre el empleo, Promoción de la actividad empresarial, Estabilidad gubernamental, nivel de corrupción, etc.
EconómicosFactores de índole económica que afectan al mercado en su conjunto (a unos sectores más que a otros). Entre ellos, podemos mencionar: ciclo económico, Evolución del PNB, Tipos de interés, Oferta monetaria, Evolución de los precios, Tasa de desempleo, Ingreso disponible, Disponibilidad y distribución de los recursos, Nivel de desarrollo.
SocioculturalesConfiguración de los integrantes del mercado y su influencia en el entorno. Véase variables como la evolución demográfica, Distribución de la renta, Movilidad social, Cambios en el estilo de vida, Actitud consumista, Nivel educativo, Patrones culturales y la Religión.
TecnológicosEstado de desarrollo tecnológico y sus aportes en la actividad empresarial. Depende de su estado la cifra en gasto público en investigación, Preocupación gubernamental y de industria por la tecnología, Grado de obsolescencia, Madurez de las tecnologías convencionales, Desarrollo de nuevos productos, Velocidad de transmisión de la tecnología.

## Extensión del modelo
La importancia creciente al comienzo del siglo XXI de los factores ambientales y ecológicos, que alimenta el auge de los negocios verdes, ha hecho desarrollarse una versión actualizada del modelo PEST, denominada STEER para el análisis sistemático de factores Socioculturales, Tecnológicos, Económicos, Ecológicos y Regulatorios.
Ambientales
(en inglés Environmental)
Incluyen aspectos ecológicos y del medio ambiente. Por ejemplo, los cambios que afectan el clima tienen impacto, especialmente, en industrias como el turismo, la farmacéutica y compañías de seguros. Además, la creciente preocupación sobre las consecuencias del cambio climático ha afectando la operación de las empresas y los productos que éstas ofrecen, en donde ambos han provocado la creación de nuevos mercados y, así mismo, como la disminución o desaparición de los que ya existían.
LegalesIncluyen las leyes contra la discriminación, leyes para el consumidor, ley antimonopolio, leyes de la salud y protección. Estos factores pueden afectar cómo opera una empresa, sus costos y la demanda de sus productos o servicios.
Otros factores para las nuevas tendencias incluyen:
DemográficosIncluyen aspectos como el género, edad, etnicidad, conocimiento en idiomas, discapacidades, movilidad, propiedad de vivienda, situación laboral, creencias o prácticas religiosas, la cultura y la tradición, los niveles de vida y el nivel de ingresos.
RegulatoriosIncluyen aspectos como los actos parlamentarios y sus regulaciones asociadas, estándares nacionales e internacionales, estatutos de los gobiernos locales y mecanismos para la supervisión y garantía del cumplimiento de los mismos.

## Business Observation Tool (BOT)
Modelo de observación de análisis de entorno para generación de ideas de negocio. El modelo Business observation tool es usado como alternativa al (PESTEL) para la identificación y estudio de entornos empresariales. Este contiene factores relacionados con las condiciones del macro-entorno empresarial y acciones de trabajo en grupo para el fortalecimiento de la idea de negocio estudiada. Se entiende como el paso previo al uso de herramientas de modelo de negocio.

## Aplicabilidad de los factores
Los factores de este modelo pueden variar en importancia de acuerdo a la industria y de los bienes que una empresa produzca. Por ejemplo, las empresas de consumo y B2B (Business-to-Business) tienden a verse más afectadas por los factores sociales, mientras que un contratista de defensa mundial tendería a verse más afectado por factores políticos. Además, factores que son más propensos a cambiar en el futuro o más relevantes para una determinada empresa tendrán mayor importancia. Por ejemplo, una empresa que cuenta con un gran préstamo tendrá que centrarse más en los factores económicos (especialmente en las tasas de interés).
Asimismo, empresas conglomeradas que producen una amplia gama de productos (como Sony, Disney, o BP ) les puede resultar más útil analizar un departamento de su empresa a la vez, con el modelo PEST, centrándose así en los factores específicos de interés para cada departamento. Una empresa también podría dividir en factores de relevancia geográfica, local, nacional y/o global.

## Uso del análisis PEST con otros modelos
Los factores PEST, combinados con factores del micro-entorno y meso-entorno (para cuya detección se puede utilizar una herramienta como las 5 fuerzas de PORTER), pueden ser clasificados como oportunidades y amenazas en el análisis FODA o DAFO.
Un método gráfico para el análisis PESTEL, llamado ' PESTLEWeb ' se ha desarrollado en "Henley Business School" en el Reino Unido. Una investigación ha demostrado que los diagramas PESTLEWeb son considerados por los usuarios como un método más lógico y convincente que el análisis tradicional.

## Importancia
Llevar a cabo este análisis permite tener un contexto más amplio sobre los factores que pueden llegar a impactar a una empresa. A través de la evaluación de estos factores se pueden desarrollar estrategias con una mayor posibilidad de éxito, además que permite prever posibles riesgos que pueden impactar a una organización e intervenir con sus objetivos. 
Aplicar este modelo tiene beneficios tales como:
- Es una herramienta fácil de aplicar.
- Se puede utilizar en conjunto con otras herramientas de análisis.
- Se puede aplicar en cualquier tipo de organización.